# High Fashion
High Fashion war eine US-amerikanische R&B-Band aus New York City. 

## Geschichte
Die Band wurde von dem Produzenten Jacques Fred Petrus (u. a. Change, The B.B. & Q. Band, The Ritchie Family und Zinc) gegründet. Ihr einziger Top-40-Hit in den amerikanischen R&B-Charts hieß Feelin' Lucky Lately (1982, Platz 32).
Sänger Erick McClinton hatte in den frühen 1970er Jahren als Eric & The Vikings erfolglos einige Singles aufgenommen, darunter auch welche für das Motown-Label Gordy. Während seiner Zeit bei High Fashion sang er auch Background für diverse Projekte von Jacques Fred Petrus.
Meli’sa Morgan, ebenfalls als Backgroundsängerin für Künstler wie Melba Moore oder Kashif beschäftigt, verließ das Trio nach dem ersten Album, um eine Solo-Karriere zu starten, die den Erfolg von High Fashion schnell überflügelte. Sie wurde durch Marcella Allen ersetzt, die zuvor im Background auf Alben von Aquarian Dream, Lonnie Liston Smith oder Hannibal Marvin Peterson gesungen hatte.
Auch Alyson Williams versuche sich wie Morgan als Solistin und hatte Ende der 1980er Jahre einige Top-10-Hits in den R&B-Charts. Ihr größter Erfolg, I Need Your Lovin’ schaffte darüber hinaus den Sprung unter die ersten Zehn in den britischen Single-Charts.
Die beiden einzigen Alben von High Fashion, die beide bei Capitol erschienen, wurden 2012 bei Expansion Records wiederveröffentlicht.

## Diskografie
Alben
- 1982: Feelin' Lucky Lately (Capitol)
- 1983: Make Up Your Mind (Capitol)